# Raul Manglapus
Raul Sevilla Manglapus (Manilla, 20 oktober 1918 – Muntinlupa, 25 juli 1999) was een Filipijns politicus.
Manglapus werd in 1957 benoemd tot jongste Filipijnse minister van Buitenlandse Zaken ooit. In 1961 werd hij voor de eerste maal gekozen in de Filipijnse Senaat. In 1965 deed hij mee aan de presidentsverkiezingen, maar eindigde hij ver achter Diosdado Macapagal en winnaar Ferdinand Marcos. In 1969 richtte hij de Christian Social Movement op, die pleitte voor een vreedzame revolutie. Toen Marcos in 1972 de staat van beleg uitriep en vele oppositieleiders liet arresteren, bevond Manglapus zich toevallig in de Verenigde Staten. De veertien jaar erna leefde hij gedwongen in ballingschap tot de val van Marcos door de EDSA-revolutie in 1986. Na zijn terugkeer in de Filipijnen werd hij in 1987 opnieuw gekozen in de Senaat. Nog hetzelfde jaar nam hij echter ontslag na zijn benoeming als minister van Buitenlandse Zaken in het kabinet van Corazon Aquino.
Manglapus overleed op 80-jarige leeftijd aan de gevolgen van keelkanker.